# Wierzchy (województwo kujawsko-pomorskie)
Wierzchy – wieś kociewska w Polsce położona w województwie kujawsko-pomorskim, w powiecie świeckim, w gminie Osie na obszarze Wdeckiego Parku Krajobrazowego.
| SIMC    | Nazwa    | Rodzaj    |
| ------- | -------- | --------- |
| 0093444 | Warszawa | część wsi |

W latach 1975–1998 miejscowość należała województwa bydgoskiego. We wsi znajduje się zespół dworsko-parkowy, budynek szkoły z przełomu XIX/XX w. oraz jednostka Ochotniczej Straży Pożarnej.
Na terenie ośrodka wczasowego rosną następujące pomniki przyrody:
| Nr | Nazwa                                                                                      | Obwód w cm                                     |
| -- | ------------------------------------------------------------------------------------------ | ---------------------------------------------- |
| 1. | 13 dębów szypułkowych, 4 cisy pospolite, buk zwyczajny, lipa drobnolistna, sosna zwyczajna | od 145 do 315 krzew, 120, 130, 135 295 450 230 |
| 2. | 2 kasztanowce zwyczajne                                                                    | 285, 295                                       |

W oddziale leśnym nr 215g leśnictwa Zalesie rośnie lipa drobnolistna o nazwie "Grucha" i obwodzie 440 cm.
Zlokalizowany jest tutaj nieczynny cmentarz ewangelicki.